# オール・アバウト・マイ・ファーザー
『オール・アバウト・マイ・ファーザー』（原題：Alt om min far、英：All About My Father）は、2002年に製作されたノルウェーのドキュメンタリー映画。
日本では、2004年（第13回）東京国際レズビアン&ゲイ映画祭（7月18日）にて上映された。

## 概要
トランスジェンダーの父親エスベン・ベーネスターの姿を、息子エーヴェン・ベーネスターが追ったドキュメンタリー。

## キャスト
- エスベン・ベーネスター
- エーヴェン・ベーネスター

## 受賞歴
- 2002年第52回ベルリン国際映画祭 - テディ賞